# Jean-Pierre Talbot
Pour les articles homonymes, voir Talbot (homonymie).
Jean-Pierre Talbot, né le 12 août 1943 à Spa (province de Liège), est un enseignant, écrivain et acteur belge, connu pour avoir interprété Tintin au  cinéma.

## Biographie
Jean-Pierre Talbot naît le 12 août 1943 à Spa. Durant son adolescence, alors qu'il est moniteur de sport sur une plage d'Ostende, Jean-Pierre Talbot est remarqué par Chantal Rivière, fille de Jacques Van Melkebeke, pour sa ressemblance physique avec Tintin,. On le présente donc à Hergé, avec qui il sympathise immédiatement. Puis, il incarne Tintin dans Tintin et le Mystère de la Toison d'or en 1961 sous la direction de Jean-Jacques Vierne, et ensuite dans Tintin et les Oranges bleues trois ans plus tard sous la direction de Philippe Condroyer. En 1967, un troisième volet dans lequel il devait à nouveau incarner le célèbre reporter fut prévu puis annulé.
Il ne fait alors plus aucune tentative dans le milieu du cinéma et effectue une carrière professionnelle dans l'enseignement en tant qu'instituteur primaire. Il devient directeur de l'école libre Roi Baudouin de Spa, avant de prendre sa retraite.
En 2008, Jean-Pierre Talbot publie son autobiographie : J'étais Tintin au cinéma, revenant sur sa brève incursion dans le milieu du cinéma.
En 2011, le groupe Feel the Noïzz enregistre un clip pour leur chanson Caroline Baldwin, inspirée par la série de bande dessinée du même nom. À la demande d'André Taymans, et par amitié pour lui, il incarne l’astronaute Frank White, faisant ainsi son premier retour devant une caméra depuis 1964.

## Filmographie
Sauf indication contraire, les informations mentionnées dans cette section peuvent être confirmées par les bases de données cinématographiques IMDb et Allociné,  présentes dans la section « Liens externes ».

### Cinéma
- 1961 : Tintin et le Mystère de La Toison d'or de Jean-Jacques Vierne : Tintin
- 1964 : Tintin et les Oranges bleues de Philippe Condroyer : Tintin

### Clip vidéo
- 2011 : Caroline Baldwin, clip pour Feel the Noïzz réalisé par Thomas François : astronaute Frank White

## Autobiographie
Jean-Pierre Talbot a écrit son autobiographie: J'étais Tintin au cinéma, Jourdan, 2008, qui a reçu de la presse le prix Saint-Michel en 2008.

### Podcasts
- Émission numéro 63 Jean-Pierre Talbot - Wauter Mannaert - Pascal Michel, présentée par Romain Pierre Giergen sur 48FM via Mixcloud, (1 h 32 min 26 s).